# Mudá
Mudá ist ein Ort und eine Gemeinde (municipio) mit 80 Einwohnern (Stand: 2024) im Norden der Provinz Palencia in der Autonomen Gemeinschaft Kastilien-León im Norden Spaniens.

## Lage und Klima
Mudá liegt südlich der Fuentes Carrionas in einer Höhe von ca. 1000 m. Die Provinzhauptstadt Palencia befindet sich ungefähr 96 km (Fahrtstrecke) südlich.

## Bevölkerungsentwicklung
| Jahr      | 1970 | 1981 | 1991 | 2001 | 2011 | 2021 |
| Einwohner | 268  | 236  | 178  | 130  | 96   | 81   |

Die Mechanisierung der Landwirtschaft, die Aufgabe bäuerlicher Kleinbetriebe („Höfesterben“) und der daraus resultierende Verlust an Arbeitsplätzen haben seit der Mitte des 20. Jahrhunderts zu einer Landflucht und zu einem deutlichen Bevölkerungswachstum in den Städten geführt.

## Sehenswürdigkeiten

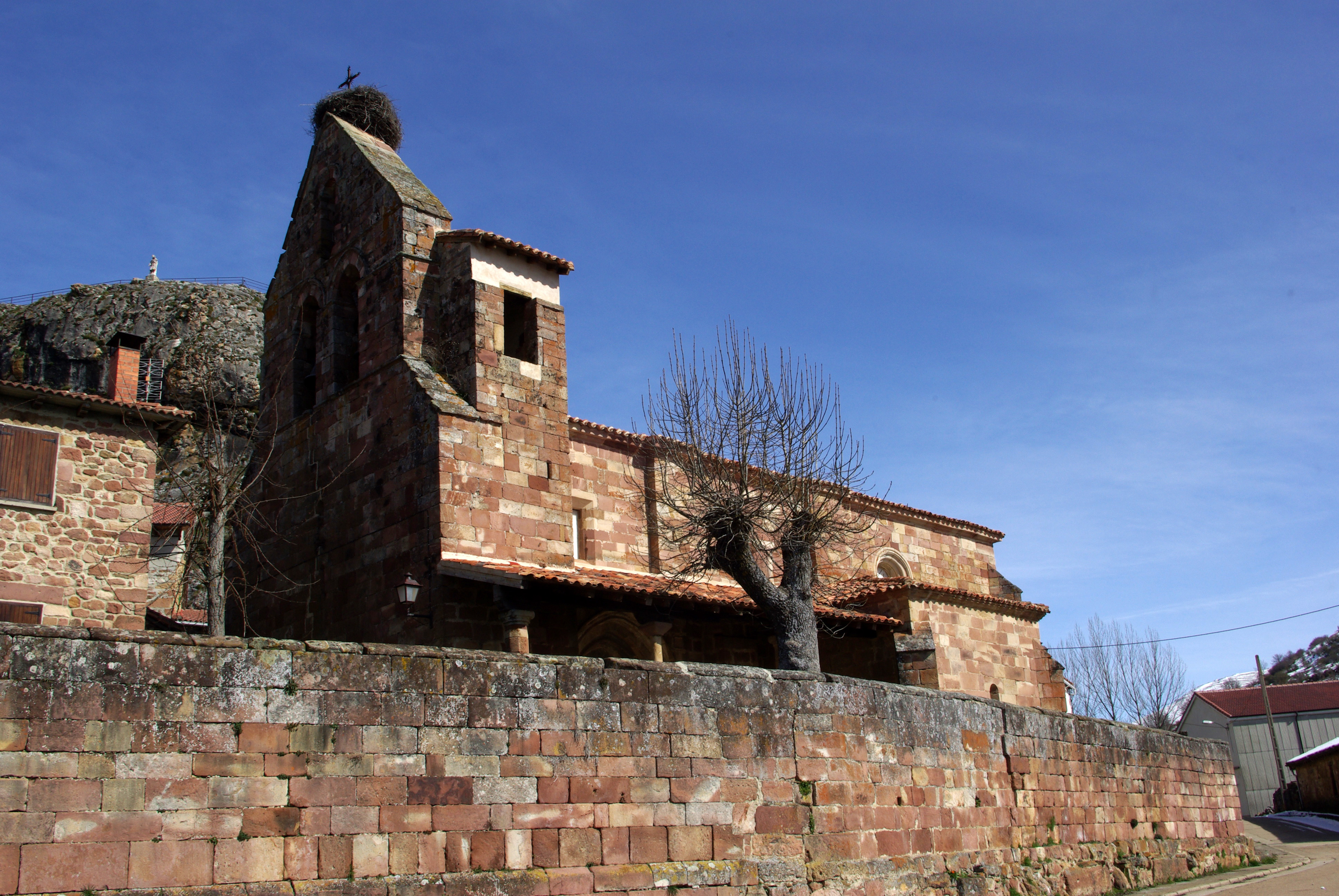
Martinskirche
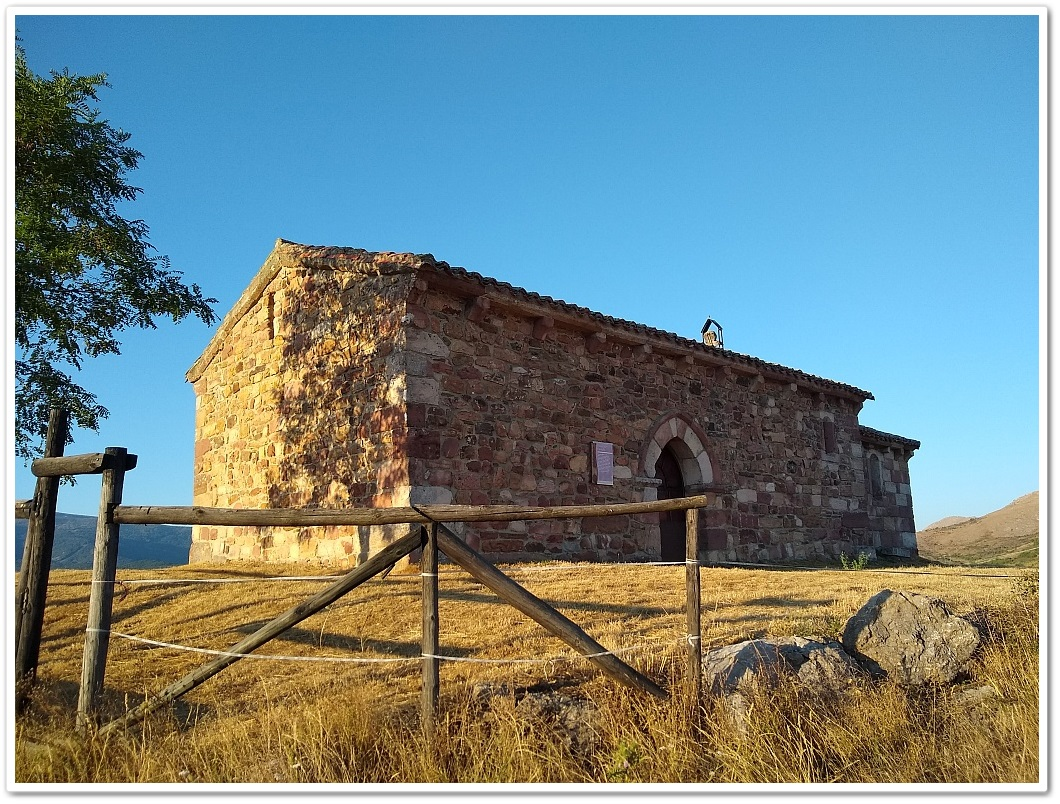
Kapelle von Oteruelo

- Martinskirche
- Kapelle von Oteruelo